# 内洛尔交通

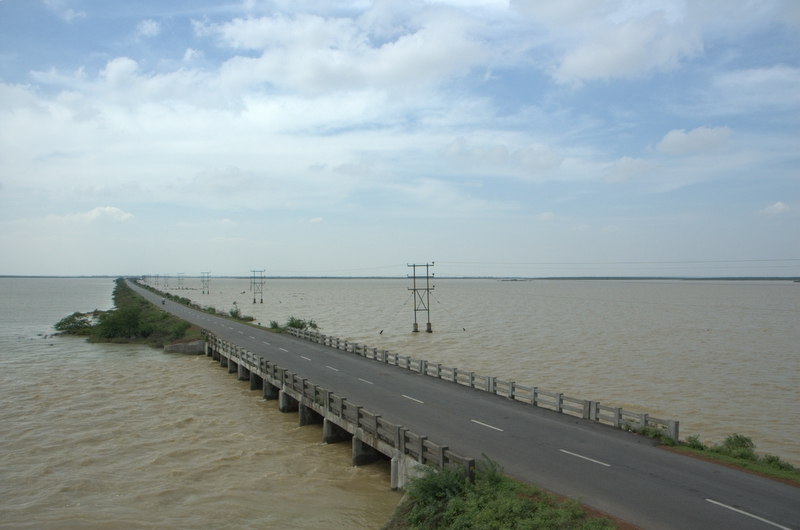
從內洛爾通往斯里赫里戈達島的道路

印度安得拉邦內洛爾及其地地區有不同的運輸方式。包括个人使用的嘟嘟車、自行车到公共交通系統的公共汽車、火車和船隻。

## 道路運輸

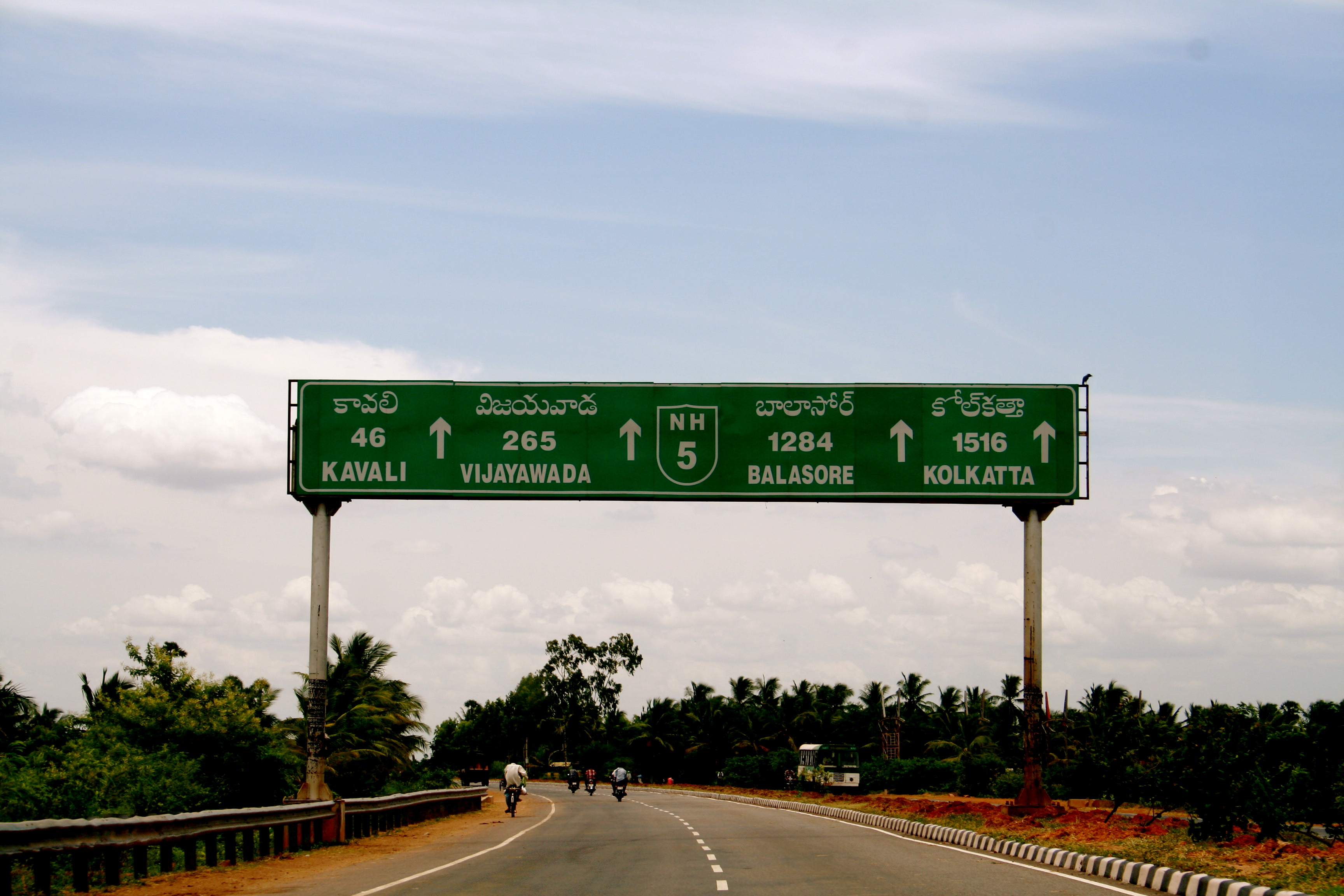
內洛爾5號國家公路

內洛爾的道路總長度為1189.95公里。 內洛爾市政府于2017年建议修建更多外环路及用于減少交通擠塞的内部道路。并建議構建共長72公里，寬200英尺的外环路。國道16號，亞洲高速公路45和金四邊形环绕并链接城市。
內洛爾城市道路与印度國道连接，在城市旁边繞過的國道5號是亞洲公路45号线和金四邊形的一部分。通過國道5號连接至維傑亞瓦達（280公里），蒂魯帕蒂（124公里）和清奈（175公里），透过亞洲公路45号线连接至海得拉巴（454公里），國道4號则连接至邦加羅爾。共有一条國道，兩條國道繞道及五條安得拉邦高速公路途径该城市。

## 公共交通
道路运输
內洛爾巴士車站經營區域和長途运输服務。政府計劃在幾年內拆除現有由安得拉邦國家公路運輸公司拥有巴士站并搭建新的巴士站，新的巴士站将会有商業機構及辦公室，並為公司带来额外的收入。Atmakur汽車站主要位于城市中的鐵路車站。而由私人拥有的嘟嘟車约有6000部，占城市道路运输的大部分。
火车运输
內洛尔火车站是全国火车系统中十四個A级車站之一，也是維杰亞瓦達鐵路部門南中央鐵路區的十個車站之一。 內洛尔火车站的4個站台均有自動扶梯。 南中央鐵路區最近在內洛爾車站安裝了自動售票機。它是印度鐵路100个安裝自動售票機的车站之一。 其他分站包括內洛爾西站（車站代碼：NLS）， Vedayapalem（車站代碼：VDE） 和 Padugupadu（車站代碼：PGU）。南中央鐵路亦于內洛爾和金奈之間經營MEMU。
航空运输

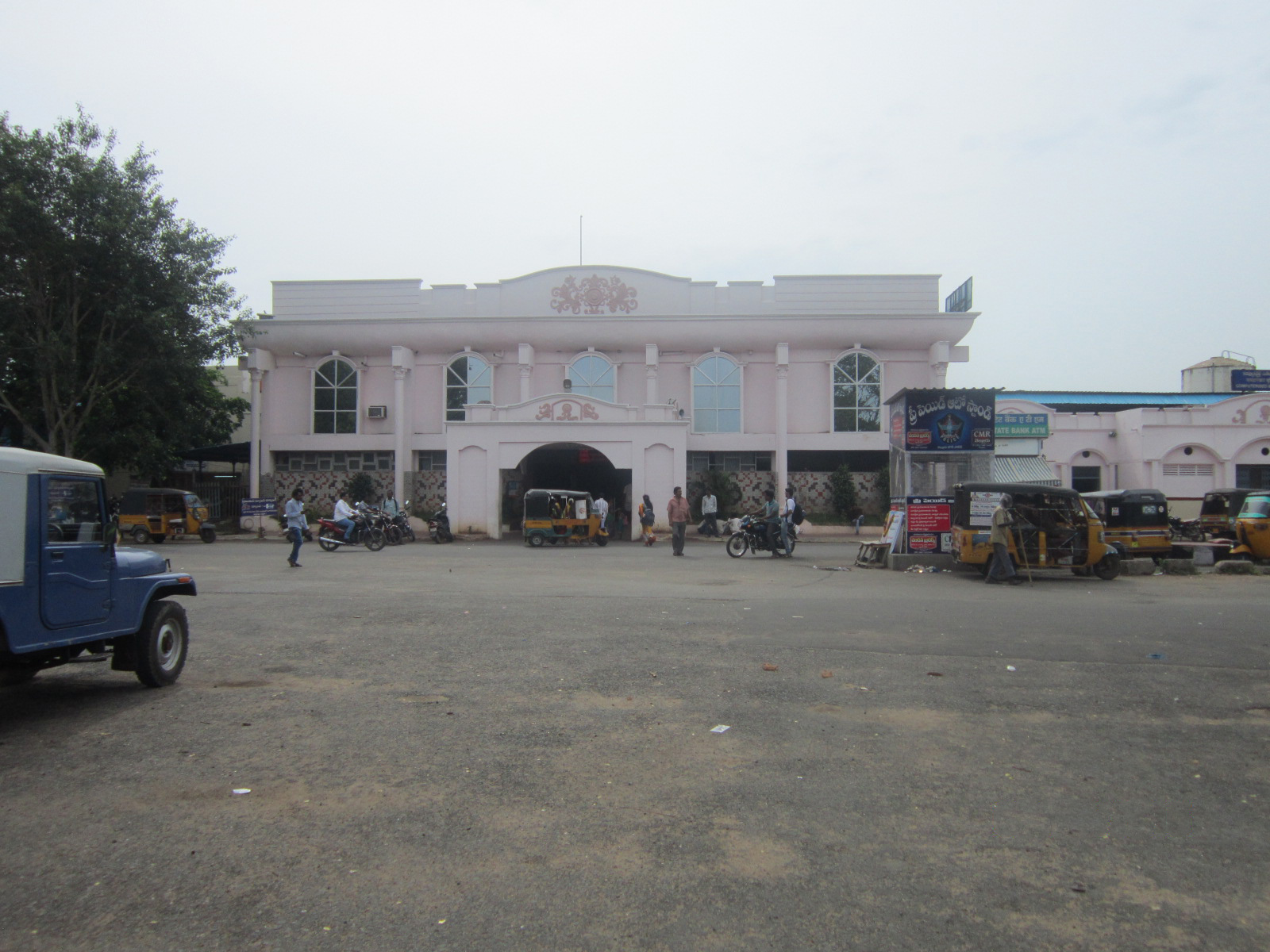
內洛爾火车站

內洛爾有建議修建一個廉價機場。 2013年，地方行政部门在Damavaram，Dagadarthi，Velupodu及K.Kourugunta挑选了3408英畝的擬議土地，隨後印度機場管理局表示有興趣初步收購614英畝，政府已於2015年12月批准收购。